# Stadio Nicola Pietrangeli
Lo stadio Nicola Pietrangeli è un impianto sportivo di Roma, inaugurato nel 1934. È il terzo stadio da tennis per capienza, e il più antico, del complesso sportivo del Foro Italico. Noto come stadio della Pallacorda, dal 2006 è intitolato a Nicola Pietrangeli.

## Storia
Lo stadio, inizialmente chiamato "Olimpico della racchetta" e successivamente rinominato come "Stadio della Pallacorda", venne previsto nel piano regolatore di Enrico Del Debbio per la realizzazione del Foro italico e progettato da Costantino Costantini. Inaugurato nel 1934 con l'incontro tra Italia e Svizzera di Coppa Davis, l'impianto presenta la parte più alta delle gradinate all'altezza del piano di calpestio del circostante Foro Italico, da cui le gradinate di marmo di Carrara scendono verso il campo da tennis. Lo stadio venne inoltre circondato da 18 statue (realizzate da Eugenio Baroni con la sola eccezione della statua "lanciatore di palla vibrata" scolpita nel 1942 da Domenico Ponzi), sempre in marmo di Carrara, raffiguranti atleti olimpionici e, tramite una galleria sottorrenea, risultava collegato ad una palazzina di servizi e ai campi di tennis secondari.

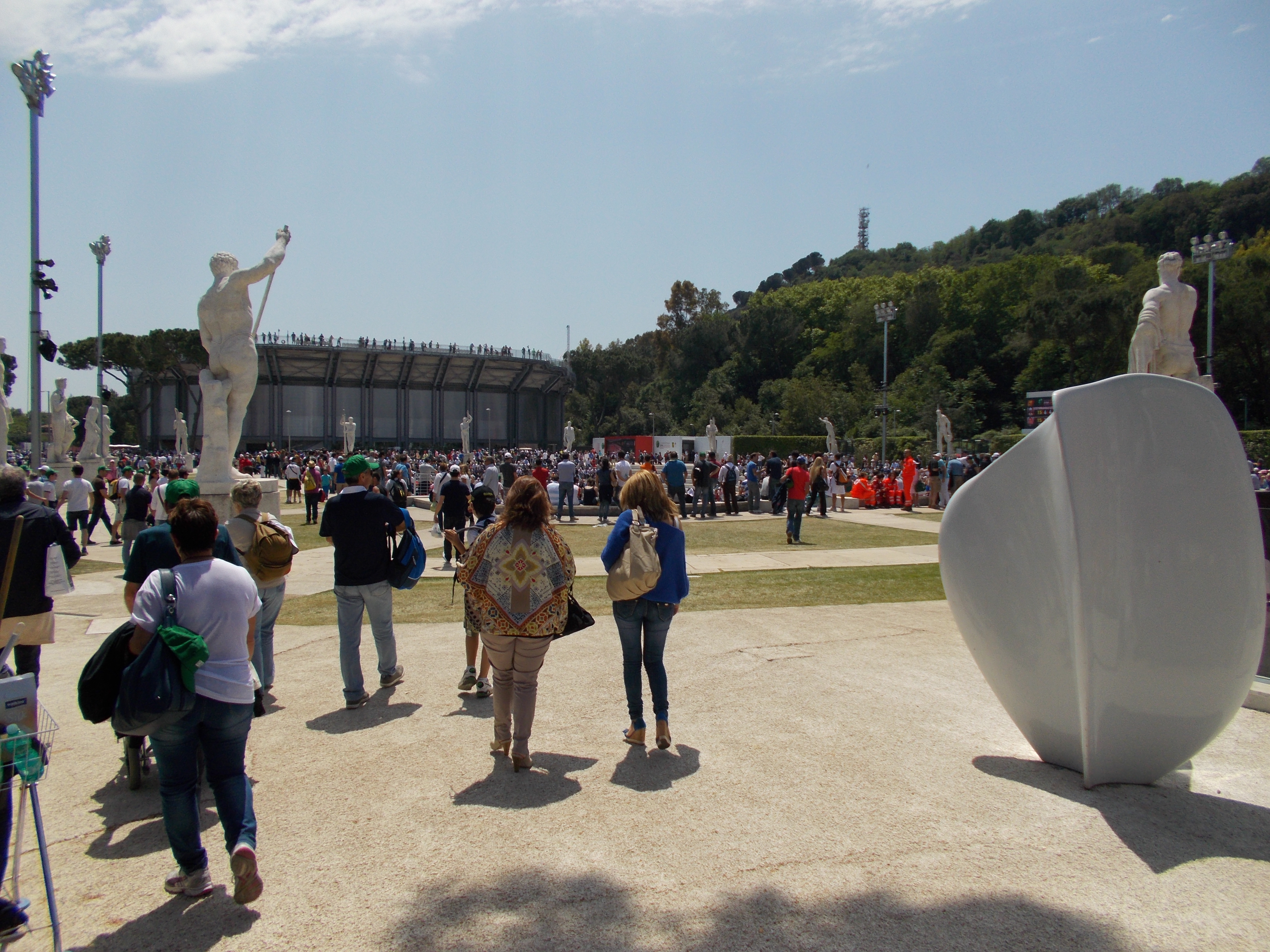
L'area adiacente allo stadio con le statue di marmo.

L'anno successivo, il 1935, lo Stadio della Pallacorda divenne la sede degli Internazionali d'Italia di tennis, fino ad allora disputati al Tennis Club Milano; quella del 1935 fu l'ultima edizione del torneo (la 6ª dalla sua istituzione) prima di una lunga sosta fino al secondo dopoguerra.
Nel 1948, dal 24 al 26 settembre lo stadio fu sede di un evento sportivo non tennistico: vi venne disputato infatti il campionato europeo maschile di pallavolo; disputato un'unica fase con formula del girone unico all'italiana si affrontarono le nazionali di Belgio, Cecoslovacchia, Francia, Italia, Paesi Bassi e Portogallo, con la conquista del titolo europeo da parte dei cecoslovacchi.
Dall'8 al 10 luglio 1949 la struttura tornò ad ospitare nuovamente un incontro di Coppa Davis, dopo l'inaugurazione del 1934: l'Italia affrontò la Jugoslavia, vincendo con il punteggio di 4-1; successivamente, lo Stadio della Pallacorda sarà la sede di tutti gli incontri di Coppa Davis disputati dall'Italia nella Capitale, dei quali l'ultimo avvenuto nel 2005.
Nel 1950, dopo una sosta di 15 anni, riprese lo svolgimento degli Internazionali d'Italia, con lo stadio della Pallacorda sede continuativa del torneo, con la sola eccezione delle edizioni del 1961, quando fu spostato nella sua totalità al Circolo della Stampa di Torino per il centenario dell'Unità d'Italia, e del 1984 e 1985, quando i soli tornei femminili furono spostati rispettivamente allo Junior Tennis di Perugia e all'Italsider di Taranto.
Negli anni novanta dello scorso secolo, data la scarsa capienza dell'impianto, venne realizzato nelle vicinanze un nuovo stadio in legno lamellare che divenne da quel momento il "campo centrale" del complesso, facendo divenire lo Stadio della Pallacorda l'impianto secondario del complesso.
Nel 2006 l'impianto venne intitolato a Nicola Pietrangeli, campione del tennis italiano.
Poiché il "campo centrale" del Foro Italico venne smantellato nel 2008, e al suo posto iniziò la costruzione di uno stadio più moderno e capiente rispetto al precedente che fu inaugurato il 27 aprile 2010, per le edizioni 2008 e 2009 degli Internazionali d'Italia il Pietrangeli tornò a essere l'impianto principale del torneo, con una capienza ampliata a 9500 posti grazie al montaggio di tribune provvisorie.
Dal 17 al 23 maggio 2010 l'impianto fu teatro del "Foro Italico Beach Volley Grand Slam", torneo del circuito World tour di beach volley, con riconversione temporanea del campo da tennis in campo di sabbia. Gli stessi impianti furono nuovamente sede di una tappa del World tour di beach volley, con il "Roma Grand Slam" disputato dal 18 al 23 giugno 2013.
Negli anni 2010 sono state inserite delle poltroncine per la realizzazione di una "tribuna autorità" e, con la costruzione della SuperTennis Arena, l'impianto è divenuto il terzo campo da tennis del Foro italico per ordine di capienza. Inoltre nel decennio la Capitale espresse un paio di volte l'interesse ad ospitare nuovamente i Giochi Olimpici dopo il 1960, con candidature ufficiali per le edizioni del 2020 e del 2024, ritirandosi tuttavia nelle prime fasi in entrambe le occasioni; ambedue i dossier redatti dai comitati promotori inserivano il Pietrangeli tra i siti olimpici: nel 2020 la proposta era di utilizzarlo come impianto temporaneo per il nuoto sincronizzato e nel 2024 si ipotizzò di trasformarlo provvisoriamente come stadio per i tuffi.

Lo stadio con le due tribune ai lati (2025).

Lo stadio ospitò nel biennio 2018-2019 due edizioni della World Taekwondo Grand Prix di taekwondo, evento che si ripeté al Pietrangeli anche nel 2022 e 2023; per queste occasioni, l'impianto venne temporaneamente chiuso tramite una copertura leggera.
Nell'agosto del 2022 il Pietrangeli ospitò, all'interno dei Campionati europei di nuoto svolti al Foro Italico, le competizioni del nuoto artistico, grazie una piscina temporanea di 30 metri di lunghezza, 20 metri di larghezza e 3 metri di profondità realizzata appositamente per l'evento.
Nel 2025, nell'ambito dei lavori di ampliamento del complesso, vennero costruite due tribune ai lati del Pietrangeli, a livello stradale, cosa che suscitò qualche polemica.

## Eventi ospitati
- Trofeo delle Regioni di pallavolo, nel 2000;[29]
- Mi Games Roma, nel 2017;[30][31]